# Stuarts Draft (Virginia)
Stuarts Draft es un lugar designado por el censo situado en el condado de Augusta, Virginia  (Estados Unidos). Según el censo de 2010 tenía una población de 9.235 habitantes.

## Demografía
Según el censo del 2000, Stuarts Draft tenía 8.367 habitantes, 3.124 viviendas, y 2.436 familias. La densidad de población era de 162,9 habitantes por km².
De las 3.124 viviendas en un 38,3%  vivían niños de menos de 18 años, en un 62,9%  vivían parejas casadas, en un 11,3% mujeres solteras, y en un 22% no eran unidades familiares. En el 18,6% de las viviendas  vivían personas solas el 6,3% de las cuales correspondía a personas de 65 años o más que vivían solas. El número medio de personas viviendo en cada vivienda era de 2,66 y el número medio de personas que vivían en cada familia era de 3.
Por edades la población se repartía de la siguiente manera: un 27% tenía menos de 18 años, un 7,7% entre 18 y 24, un 31,4% entre 25 y 44, un 23% de 45 a 60 y un 10,8% 65 años o más.
La edad media era de 36 años.  Por cada 100 mujeres de 18 o más años  había 89 hombres.
La renta media por vivienda era de 45.342$ y la renta media por familia de 52.308$. Los hombres tenían una renta media de 32.917$ mientras que las mujeres 26.414$. La renta per cápita de la población era de 18.463$. En torno al 2,2% de las familias y el 3,7% de la población estaban por debajo del umbral de pobreza.

## Localidades adyacentes
El siguiente diagrama muestra a las localidades más próximas a Stuarts Draft.